# Amanda Tapping
Amanda Tapping (Rochford, 28 augustus 1965) is een Canadese actrice.
Ze is geboren in Engeland en opgegroeid in Ontario. Ze is getrouwd met Alan Kovacs, samen hebben ze een dochter (geboren in 2005). Ze heeft drama gestudeerd aan de Universiteit van Windsor voor Dramatic Arts in Ontario, Canada. Na haar studie heeft ze nog 4 jaar theater gestudeerd en trad ze op in verschillende producties.
Amanda heeft in een aantal films en televisieseries gespeeld, als voorbeeld in een kleine rol in The X-Files, maar haar echte succes begon in 1997 met de start van de televisieserie Stargate SG-1 waar ze de rol van Kapitein/Majoor/Lt. Kolonel Samantha 'Sam' Carter vertolkt.
In 2007 begon ze met eigen geld een internet-serie genaamd Sanctuary. Het succes van de korte serie was zo overweldigend dat Sci-Fi Channel haar een contract aanbood om de serie te produceren voor televisie.

## Filmografie
- Biblioteca Nacional de España: XX1501969
- Bibliothèque nationale de France: cb14231718x (data)
- Gemeinsame Normdatei: 142496200
- International Standard Name Identifier: 0000 0001 1439 3798
- Library of Congress Control Number: no2003036120
- Nationale Bibliotheek van Tsjechië: xx0173733
- Nationale Bibliotheek van Polen: a0000002466874
- Système universitaire de documentation: 134205847
- Virtual International Authority File: 21829036
- WorldCat: E39PBJj4qTRCDrtbQkgttjrpfq